# Bisan-dong, Daegu
Bisan-dong (koreanska: 비산동) är en stadsdel i staden Daegu i den centrala delen av Sydkorea, 240 km sydost om huvudstaden Seoul. Den ligger i stadsdistriktet Seo-gu.

## Indelning
Administrativt är Bisan-dong indelat i:
| Namn      | Namn                   | Yta km² | Invånare 31 dec 2020 |
| --------- | ---------------------- | ------- | -------------------- |
| 비산1동   | Bisan 1(il)-dong       | 0,64    | 9 904                |
| 비산2.3동 | Bisan 2(i).3(sam)-dong | 0,49    | 9 702                |
| 비산4동   | Bisan 4(sa)-dong       | 0,39    | 10 078               |
| 비산5동   | Bisan 5(o)-dong        | 0,28    | 6 540                |
| 비산6동   | Bisan 6(yuk)-dong      | 0,27    | 7 895                |
| 비산7동   | Bisan 7(chil)-dong     | 2,74    | 11 935               |